# Zes kleine preludes (J.S. Bach)
De zes kleine preludes (BWV 933 - BWV 938) vormen een reeks van composities voor klavecimbel van de Duitse componist Johann Sebastian Bach. De preludes werden gecomponeerd vanuit een didactisch oogpunt en zijn heden ten dage nog steeds populair studiemateriaal onder (amateur)pianisten. 

## Bespreking
In de barokmuziek ontwikkelde de prelude van een (instrumentaal) voorspel ter inleiding van een hoofdwerk tot een zelfstandig muziekstuk. De prelude had een vrij karakter en was niet of nauwelijks gebonden aan bepaalde compositorische voorschriften, zoals dat bij de fuga en andere contrapuntische genres wel het geval was. 
De zes preludes in kwestie zijn tamelijk kort en hebben een heldere vorm en structuur. De stukken zijn als volgt geordend:      
- Nr. 1 in C majeur
- Nr. 2 in c mineur
- Nr. 3 in d mineur
- Nr. 4 in D majeur
- Nr. 5 in E majeur
- Nr. 6 in e mineur

In alle gevallen is de hoofdvorm AABB. Bach heeft als een goede componist getracht de preludes van elkaar te onderscheiden. Zo verschillen ze van elkaar in maatsoort en met betrekking tot de uitvoering. Een aantal preludes kenmerkt zich door licht (omkeerbaar) contrapunt. 

## Opnames
Veel pianisten en klavecinisten, onder wie Ton Koopman, Bob van Asperen en Glenn Gould hebben de Sechs kleine Präludien für Anfänger op plaat en cd gezet. 